# 미국 육군의 지원단 목록
다음은 미국 육군의 지원단 목록이다.
- Zone→영역
- Area→구역
- Regional→지역
- Corps→군단

## 본토
- 제18장병지원단 (공수) - 제18공수군단 직속; 1998년 9월 16일, 창설 ~ 2007년 9월 16일, 해체
- 제201지원단
- 제593지원단

### Corps
- 제24지원단 - 조지아주, 포트 스튜어트

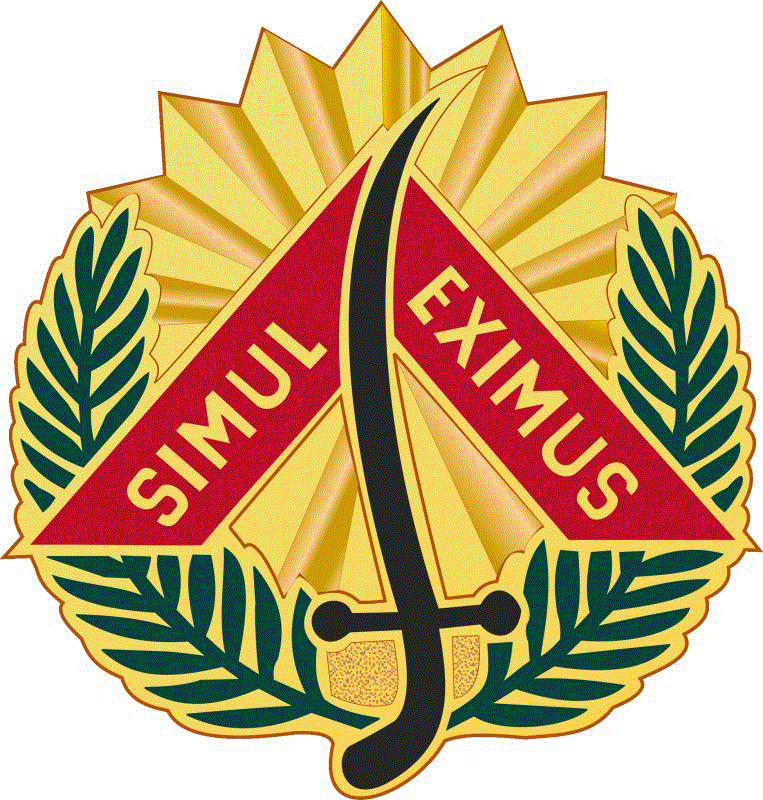
제101군단지원단

- 제30지원단 - 노스캐롤라이나주 던험
- 제101군단지원단 제101지원단

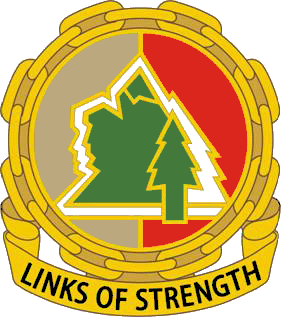
제167지원단

- 제167지원단 제167지원단 - 뉴햄프셔주 런던데리, 현재 제167지원대대
- 제172지원단
- 제507지원단 - 노스캐롤라이나주 포트 브래그
- 제561지원단 - 네브라스카주, 오마하
- 제917지원단 - 미주리주, 벨튼

### Area
- 제33지원단
- 제50지원단 - 플로리다주 홈스테드; 1988년 10월 1일 ~ ?
- 제64지원단 - 2006년 해체, 제13군단지원사령부 예속
- 제67지원단 - 네브라스카 육군 방위군, 이후의 제67전장감시여단
- 제90지원단 - 텍사스 육군 방위군,
- 제111지원단 - 텍사스 육군 방위군, 이후의 제136기동강화여단
- 제114지원단 - 코네티컷주, 뉴잉턴; 1972년 2월 1일 ~ ?
- 제115지원단 - 캘리포니아주 로즈빌; 1968년 1월 29일 ~ ?
- 제143지원단 - 뉴욕 육군 방위군
- 제230지원단 - 테네시주, 다이어스버그
- 제300지원단 - 버지니아주 포트 리; 1971년 11월 ~ 2008년 9월 7일, 해체[1][2]
- 제301지원단 - 뉴욕주 포트 토텐
- 제326지원단 - 캔자스주 캔자스 시
- 제642지원단 - 조지아주, 포트 고든
- 제643지원단 - 오하이오주 화이트홀; 1999년 4월 ~ ?
- 제644지원단 - 포트 스넬링, MN
- 제645지원단 - 미시간주 사우스필드
- 제651지원단 - 콜로라도주, 덴버

### Regional
- 제38지원단 - 뉴저지 육군 방위군
- 제42지원단 - 뉴저지 육군 방위군
- 제43지원단 (콜라라도 육군 방위군)[3]
- 제46지원단 - 포트 브래그, 제1군단지원사령부 예속; 1966년 7월 1일 ~ 2006년 해체.[4]
- 제50지원단 (플로리다 육군 방위군
- 제81지원단 (사우스캐롤라이나주), 포트 잭슨
- 제88지원단 - 일리노이주, 다리엔
- 제90지원단 - 텍사스주 포트 샘휴스턴
- 제107지원단 제107지원단 - 뉴욕 육군 방위군
- 제109지원단 -[5]

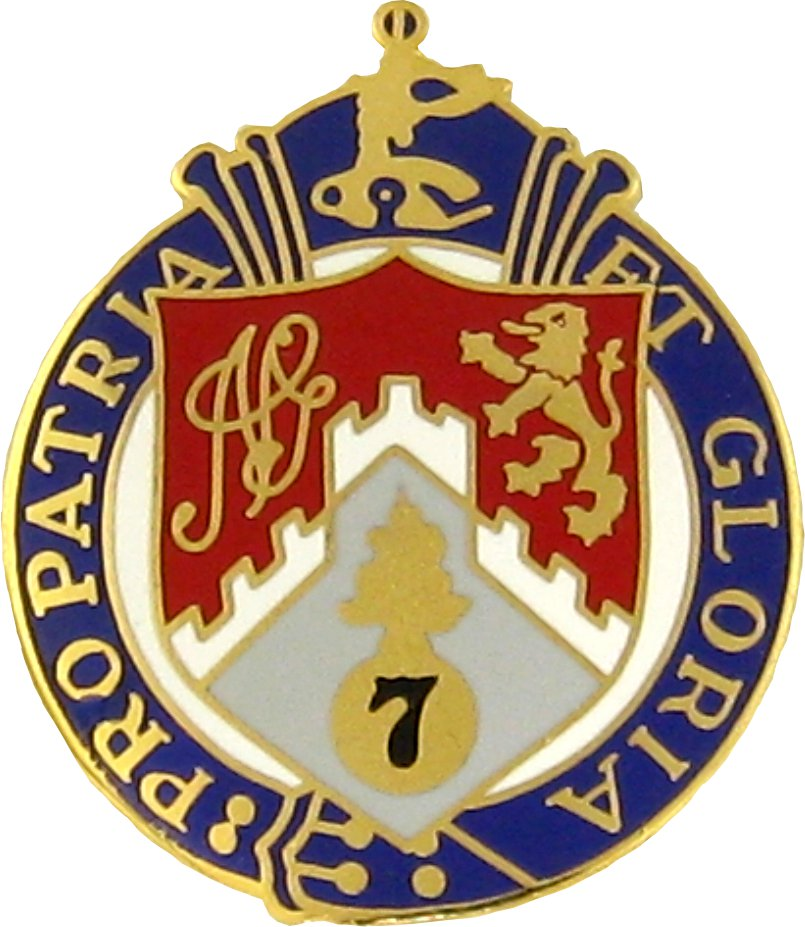
제107지원단

- 제115지원단 - 캘리포니아 육군 방위군[6]
- 제120지원단 - 메인 육군 방위군[7]
- 제139지원단  - 루이지애나 육군 방위군
- 제151지원단 - 메사추세츠 육군 방위군[8]
- 제164지원단 - 애리조나주[9]
- 제166지원단 - 푸에르토리코 포트 부챠난
- 제167지원단 - 뉴햄프셔 런던데리; 1971년, 창설; 2006년, 대대로 축소;[10]
- 제171지원단[11]
- 제172지원단[12]
- 제191지원단 (푸에르토리코 육군 방위군
- 제193지원단 (펜실베이니아 육군 방위군
- 제198지원단 (애리조나 육군 방위군
- 제207지원단 (사우스캐롤라이나 육군 방위군 포트 잭슨
- 제208지원단[13]
- 제210지원단 - 푸에르토리코, Aguadilla
- 제208지원단 - 미국 육군 예비군 정보대응사령부
- 제211지원단 - 텍사스주, 코퍼스크리스티, 제4원정지원사령부
- 제213지원단 - 펜실베이니아 육군 방위군[14]
- 제326지원단 - 켄사스 육군 방위군[15]
- 제329지원단 - 버지니아 육군 방위군[16]
- 제347지원단 - 미네소타 육군 방위군
- 제364지원단; 1965년 12월 26일 ~ 1994년 1월 31일
- 제495지원단 - 내용 이상함[17]
- 제561지원단 - 네브라스카, 엘크혼, 제451원정지원사령부[18]
- 제624지원단 - 공군, 제143원정지원사령부
- 제635지원단 - 캔사스 육군 방위군

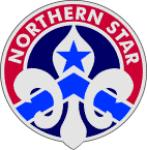
제644지원단

- 제644지원단 제644지원단 - 미네소타 육군 방위군, 제103원정지원사령부
- 제640지원단 - 테네시 육군 방위군, 내쉬빌[19]
- 제641지원단 - 플로리다 육군 방위군 세인트페테스버그
- 제642지원단 - 조지아 육군 방위군, Decatur[20]
- 제644지원단 - 미네소타 육군 방위군 포트 스넬링
- 제645지원단 - 디트로이트 육군 방위군[21]
- 제647지원단 - 텍사스주, 엘파소, 제4원정지원사령부

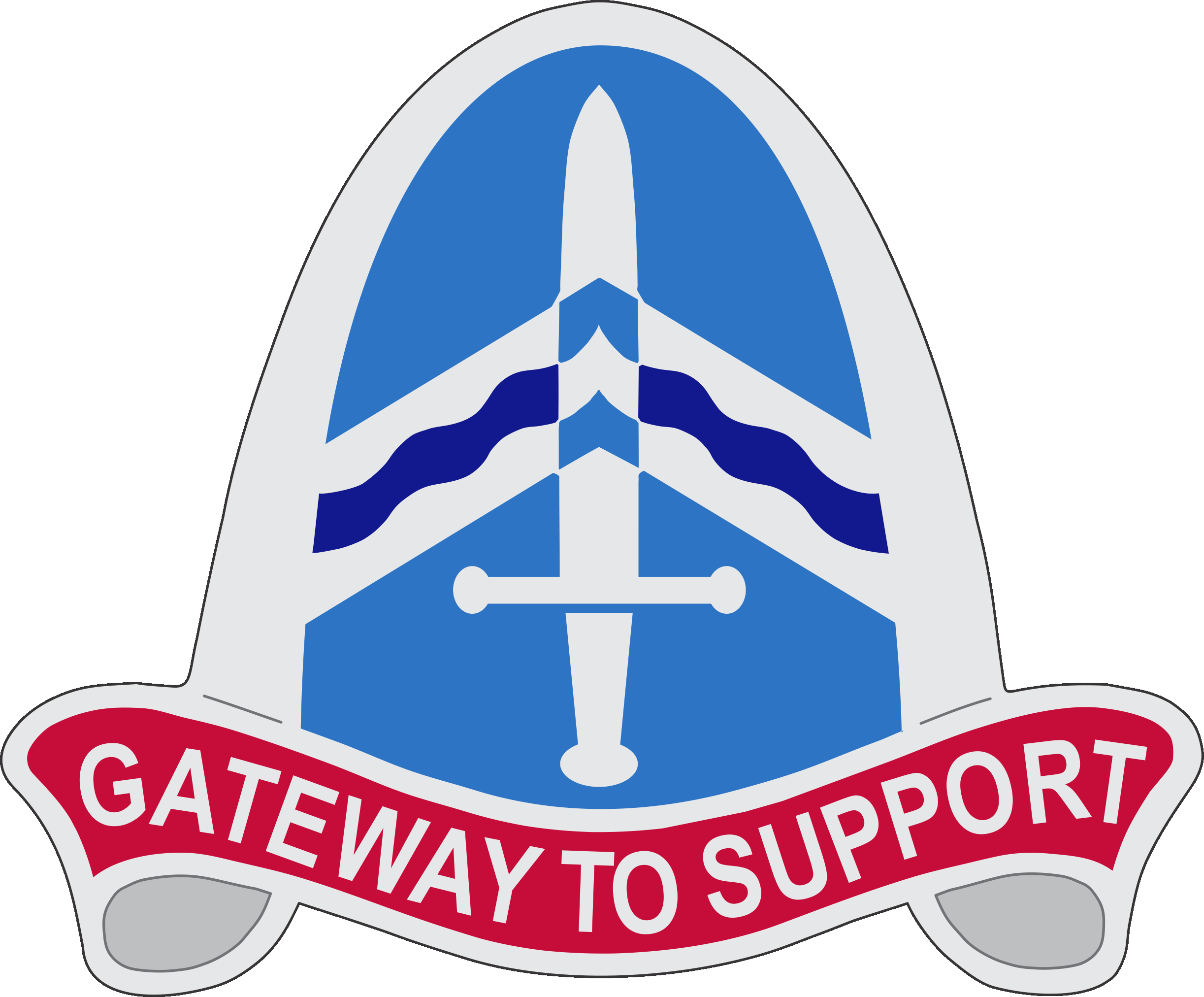
제648지원단

- 제648지원단 제648지원단 - 미국 육군 예비군 정보대응사령부
- 제650지원단 - 네바다주, 라스베가스, 제311원정지원사령부
- 제652지원단 - 몬타나, 헬레나, 제364원정지원사령부[22]
- 제653지원단 - 애리조나주, 메사, 제311원정지원사령부[23]
- 제654지원단 - 워싱턴주, 터코마, 제364원정지원사령부
- 제655지원단[24]
- 제734지원단 - 아이오와 육군 방위군[25]

## 해외

### 유럽
- 6thSupportGroup DUI.gif 제6지역지원단 - 슈투트가르트 켈리 막사; 1983년 1월 16일 ~ 2006년, "USAG 가르미슈"로 재편성됨.
- 제7지원단; 2005년, 제16지원여단으로 병합.
- 제16지원단; 2005년, 제16지원여단으로 병합.
- 제22지원단; 2006년, "USAG 리보느로"로 재편성됨.
- 제26지원단; 2006년, "USAG 하이델베르크"로 재편성됨.
- 제29지원단; 2008년 6월 9일 해체[26][27]
- 제53지원단
- 제54지원단
- 제80지원단; 2006년, "USAG 브뤼셀"로 재편성됨.
- 제98지원단;  2006년, "USAG 프랑켄"으로 재편성됨.
- 제99지원단; 1993년, 해체
- 제100지원단; 1991년 10월, 창설 ~ 2006년, "USAG 그라펜호퍼"로 재편성됨.
- 제103지원단
- 제104지원단; 2006년, "USAG 헤센"으로 재편성됨.
- 제543지원단

### 태평양-아시아
- 하와이
  - 제45군단지원단; 현재 제25보병사단 지원여단
- 일본
  - 제9지원단 (Area) - 제17지원단의 임시 서수
  - 제10지역지원단 (Regional) - 오키나와현 도리이 스테이션
  - 제17지역지원단 (Regional); 2002년 10월 16일, "USAG-H"로 재편성됨.
- 한국
  - 제501지원단 - 20, 23, 34의 지원 기능 병합 및 예하부대 전속받음.
  - 제19지원단 (Area)
  -  제20지원단 (Area)
  - 제21지원단 (Area); 1967년 ~ 1999년 10월 17일, 제91사단, 3여단과 병합.
  -  제23지원단 (Area); 2006년 6월 15일 해체
  -  제34지원단 (Area) - 서울시 용산구 용산기지; 2004년 9월 9일, 해체
  - 제658지원단 (Regional) - 예비군, 용산 기지

### 서남아시아
- 아프가니스탄 지원단 (Regional); 2012년 2월 20일, 창설
- 콰타르 지역지원단 (Regional)
- 쿠웨이크 지역지원단 (Regional)

## 같이 보기
- 전투지원부대

## 참고
1. ↑  Marc Heaton (2008=09-07). “300th Area Support Group Inactivates” (영어). 214th Mobile Public Affairs Detachment. DVIDSHub. 2019년 11월 1일에 확인함.
2. ↑  https://www.globalsecurity.org/military/agency/army/300asg.htm
3. ↑  https://history.army.mil/html/forcestruc/lineages/branches/spt/0043sptgp.htm
4. ↑  https://history.army.mil/html/forcestruc/lineages/branches/spt/0046sptgp.htm
5. ↑  https://history.army.mil/html/forcestruc/lineages/branches/spt/0109sptgp.htm
6. ↑  https://history.army.mil/html/forcestruc/lineages/branches/spt/0115sptgp.htm
7. ↑  https://history.army.mil/html/forcestruc/lineages/branches/spt/0120sptgp.htm
8. ↑  https://history.army.mil/html/forcestruc/lineages/branches/spt/0151sptgp.htm
9. ↑  https://history.army.mil/html/forcestruc/lineages/branches/spt/0164sptgp.htm
10. ↑  https://history.army.mil/html/forcestruc/lineages/branches/spt/0166sptgp.htm
11. ↑  https://history.army.mil/html/forcestruc/lineages/branches/spt/0171sptgp.htm
12. ↑  https://history.army.mil/html/forcestruc/lineages/branches/spt/0172sptgp.htm
13. ↑  https://history.army.mil/html/forcestruc/lineages/branches/spt/0208sptgp.htm
14. ↑  https://history.army.mil/html/forcestruc/lineages/branches/spt/0213sptgp.htm
15. ↑  https://history.army.mil/html/forcestruc/lineages/branches/spt/0326sptgp.htm
16. ↑  https://history.army.mil/html/forcestruc/lineages/branches/spt/0329sptgp.htm
17. ↑  https://history.army.mil/html/forcestruc/lineages/branches/spt/0495sptgp.htm
18. ↑  https://history.army.mil/html/forcestruc/lineages/branches/spt/0561sptgp.htm
19. ↑  https://history.army.mil/html/forcestruc/lineages/branches/spt/0640sptgp.htm
20. ↑  https://history.army.mil/html/forcestruc/lineages/branches/spt/0642sptgp.htm
21. ↑  https://history.army.mil/html/forcestruc/lineages/branches/spt/0645sptgp.htm
22. ↑  https://history.army.mil/html/forcestruc/lineages/branches/spt/0652sptgp.htm
23. ↑  https://history.army.mil/html/forcestruc/lineages/branches/spt/0653sptgp.htm
24. ↑  https://history.army.mil/html/forcestruc/lineages/branches/spt/0655sptgp.htm
25. ↑  https://history.army.mil/html/forcestruc/lineages/branches/spt/0734sptgp.htm
26. ↑  https://web.archive.org/web/20070628131103/http://www.21tsc.army.mil/29_SG/welcome.htm
27. ↑  https://www.globalsecurity.org/military/agency/army/29sg.htm